# Alsodes nodosus
Az Alsodes nodosus a kétéltűek (Amphibia) osztályának békák (Anura) rendjébe és az Alsodidae családba tartozó faj.

## Előfordulása
Az Alsodes nodosus Chile endemikus faja. Az Argentínából származó jelentéseket nem tartják megalapozottnak. Természetes élőhelye a mérsékelt égövi bozótosok és állandó vízfolyások 150–1500 méteres tengerszint feletti magasságban. Környezetének romlására érzékeny, a városiasodás gyorsan tönkre teszi élőhelyét.

## Szinonimák
- Cystignathus nodosus — Duméril & Bibron, 1841
- Pleurodema nodosa — Girard, 1853
- Eupsophus nodosus — Cope, 1865
- Cacotus maculatus Günther, 1869
- Borborocoetes nodosus — Boulenger, 1882
- Borborocoetes maculatus — Boulenger, 1882
- Paludicola muelleri Werner, 1896
- Paludicola nodosa — Werner, 1898
- Paludicola maculata — Werner, 1898
- Borborocoetus valdivianus — Philippi, 1902
- Cystignathus? coeruleogriseus — Philippi, 1902
- Cystignathus granulatus — Philippi, 1902
- Cystignathus cinerascens — Philippi, 1902
- Cystignathus zebra — Philippi, 1902
- Paludicola illotus — Barbour, 1922
- Leptodactylus granulatus — Nieden, 1923
- Leptodactylus coeruleogriseus — Nieden, 1923
- Leptodactylus cinerascens — Nieden, 1923
- Leptodactylus zebra — Nieden, 1923
- Borborocoetes kriegi — Müller, 1926
- Pleurodema illota — Parker, 1927
- Eupsophus maculatus — Schmidt, 1954
- Eupsophus kriegi — Capurro-S., 1958
- Eupsophus illotus — Gallardo, 1962
- Alsodes nodosus — Gallardo, 1970
- Alsodes illotus — Gallardo, 1970
- Eupsophus illotus — Lynch, 1972